# Gordon Cooper
Leroy Gordon „Gordo“ Cooper, Jr. (6. března 1927 Shawnee, Oklahoma, USA – 4. října 2004 Ventura, Kalifornie, USA) byl americký vojenský letec a astronaut z prvních letů do vesmíru, kam letěl dvakrát.

## Život

### Mládí a výcvik
Základní školu vychodil v rodném městě. Otec byl plukovníkem vojenského letectva a pod jeho vlivem Leroy už v 16 letech získal oprávnění pilotovat letadla. V roce 1945 byl ve věku 18 let povolán k vojenskému námořnictvu. Byl určitou dobu příslušníkem čestné gardy prezidenta USA ve Washingtonu. Zanedlouho z námořnictva v hodnosti poručíka odešel na univerzitu na Havaji, kde vydržel tři roky (1946-1949). Požádal o přijetí k vojenskému letectvu a konečně si splnil sen, mohl létat. Po zaškolení byl nasazen čtyři roky jako pilot reaktivního letounu v posádce u Mnichova, tehdejší NSR. V Německu se oženil a měl tu dvě dcery. Pak byl odvelen zpět do USA, na leteckou akademii v Ohiu. Školu opustil s diplomem inženýra aerodynamiky. Místo role zkušebního pilota se stal zanedlouho posledním členem první skupiny astronautů pro program Mercury.

### Lety do vesmíru

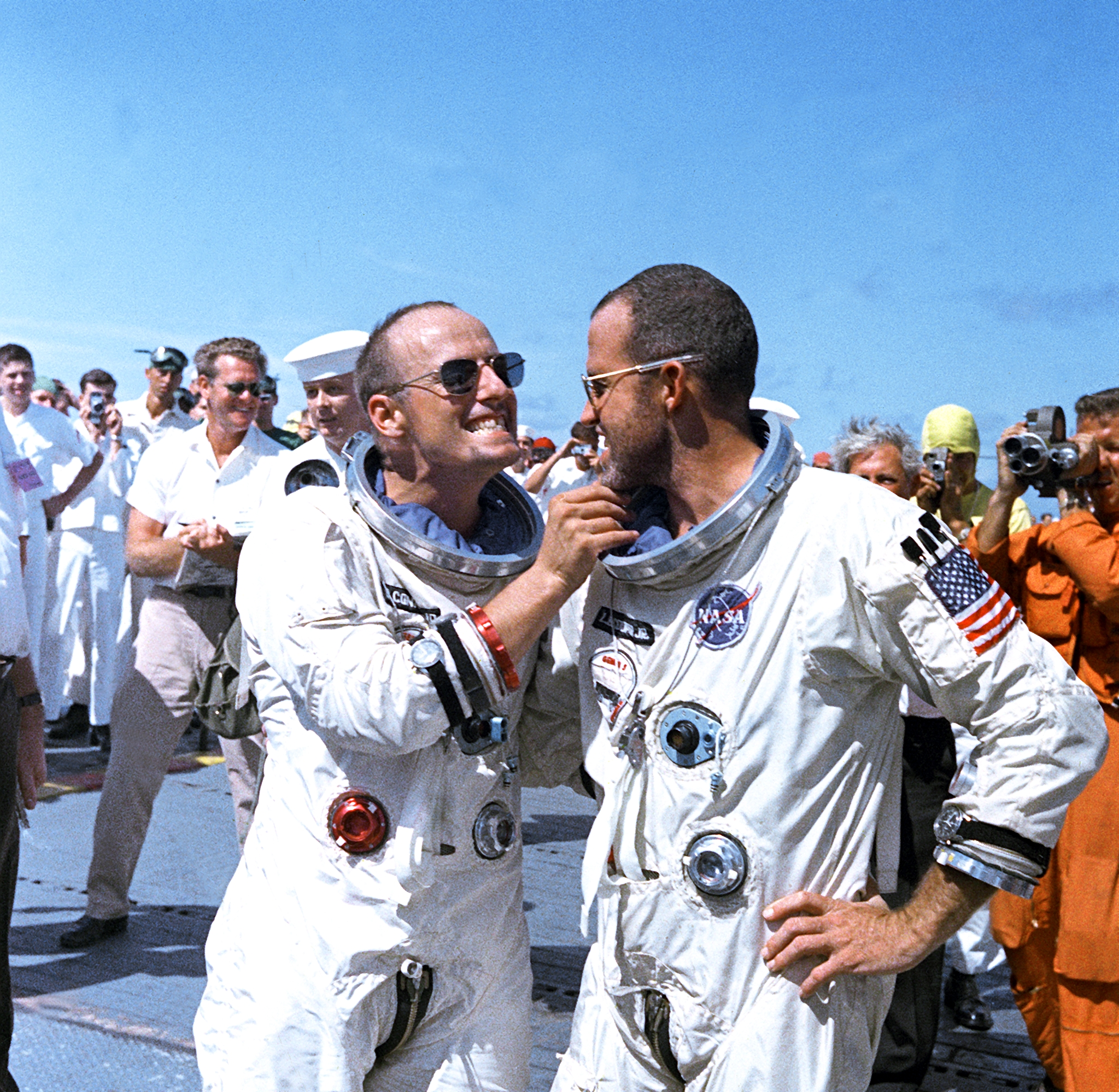
Conrad (vlevo) a Cooper na letadlové lodi Lake Champlain po ukončení letu Gemini 5

V kosmické lodi Faith 7 odstartoval sám z mysu Canaveral na poslední let programu Mercury. Let (dle COSPAR 1963-015A) s řadou závad trval 34 hodin, během něj absolvoval 22 obletů Země a přistál s padákem na hladině Tichého oceánu 128 km od ostrova Midway..
Podruhé letěl v lodi Gemini 5 společně s astronautem Charlesem Conradem v létě roku 1965. Start byl ze stejné základny na Floridě, přistáli v Atlantiku poblíž Bermud. Let trval 190 hodin. Během letu zkoušeli techniku přiblížení se k jinému tělesu, konkrétně raketě Agena. Část týdenního programu byla určena ministerstvem obrany.
- Mercury-Atlas 9 s kabinou Faith 7 (15. května 1963 – 17. května 1963)
- Gemini 5 (21. srpna 1965 – 29. srpna 1965)

### Po skončení letů
Byl jmenován velitelem záložní posádky pro Gemini 12 a také Apollo 10. Plukovník Cooper v roce 1970 opustil jak NASA, tak vojenské námořnictvo a založil na Floridě společnost Gordon Cooper Associated. V roce 1978 se stal viceprezidentem výzkumu a vývoje společnosti WED Enterprise v Glendale v Kalifornii. Zaměstnání za svůj život změnil více než 20x. Rozvedl se, měl celkem čtyři děti. Zemřel ve věku 77 let po selhání srdce ve svém domě v Kalifornii.

## Odrazy v kultuře
V americkém filmu Správná posádka z roku 1983, který pojednával o historii amerických kosmických letů, si jeho postavu zahrál Dennis Quaid.